# Bobby Brown III
Bobby Brown III (7 agosto 2000) è un giocatore di football americano statunitense che milita nel ruolo di nose tackle per i Los Angeles Rams della National Football League (NFL).

## Carriera

### Los Angeles Rams
Brown al college giocò a football a Texas A&M. Fu scelto nel corso del quarto giro (117º assoluto) nel Draft NFL 2021 dai Los Angeles Rams. Debuttò come professionista subentrando nella settimana 8 contro gli Houston Texans. La sua stagione da rookie si concluse con un tackle in 10 presenze, nessuna delle quali come titolare.

## Palmarès
- Super Bowl : 1

Los Angeles Rams: LVI
- National Football Conference Championship: 1

Los Angeles Rams: 2021